# Sydgeorgien

Sydgeorgien och Sydsandwichöarnas flagga.

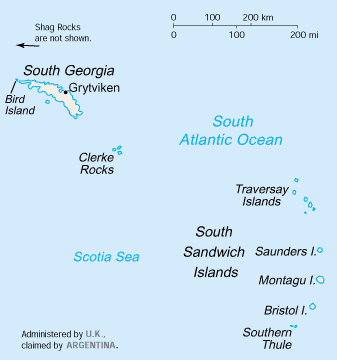
Sydgeorgien och Sydsandwichöarna.

Sydgeorgien (engelska South Georgia) består av en huvudö samt några mindre öar belägna i Sydatlanten och tillhör Storbritanniens utomeuropeiska territorier. Sedan 1985 utgör Sydgeorgien tillsammans med Sydsandwichöarna ett särskilt brittiskt förvaltningsområde, Sydgeorgien och Sydsandwichöarna. Även Argentina gör anspråk på ögruppen som i argentinsk provinsindelning är en integrerad del av provinsen Eldslandet som en del av departementet Islas del Atlántico Sur.

## Geografi
Öarna har en area av 3 756 km², varav huvudön utgör 3 528 km², och den högsta höjden Mount Paget på huvudön ligger på cirka 2 934 m ö.h.. De saknar inhemsk befolkning och förvaltas i huvudsak från Falklandsöarna, en permanent stationering av forskare och annan personal finns dock vid forskningsstationen i huvudorten King Edward Point, liksom vid museet i närbelägna Grytviken.

## Historia
Sydgeorgien ska först ha siktats 1675 av handelsresande Anthony de la Roche och därefter ha återupptäckts 1775 av kapten James Cook som lade beslag på ön för brittisk räkning och uppkallade den efter kung George III. 
Under 1800-talet började man fånga säl och val runt ön och den första landbaserade valfångststationen, Grytviken, öppnade 1904. Stationen var i drift till 1965.
Under andra världskriget patrullerade ett beväpnat skepp från Storbritanniens flotta Sydgeorgiens farvatten för att skydda från tyska räder, och man placerade även ut landbaserade kanoner som bemannades av frivilliga norska valfångare.
Under Falklandskriget 1982 ockuperade en grupp från Argentina under ledning av Alfredo Astiz den övergivna valfångststationen Leith Harbour och den 3 april 1982 attackerades Grytviken av argentinska militärstyrkor. Sydgeorgien kunde dock återerövras av britterna den 25 april samma år. Storbritannien hade därefter en liten militär styrka på ön fram till 2001.